# IC 3142-1
IC 3142-1 — галактика типу E?    BR () у сузір'ї Волосся Вероніки.
Цей об'єкт міститься в оригінальній редакції індексного каталогу.